# Сюровай (Якшур-Бодьїнський район)
Сюрова́й (рос. Сюровай) — присілок в Якшур-Бодьїнському районі Удмуртії, Росія.
Населення — 370 осіб (2010; 401 в 2002).
Національний склад (2002):
- удмурти — 96 %

## Історія
1915 року в присілку Узгінська була відкрита земська початкова школа.

## Урбаноніми[4]
- вулиці — Італмас, Ключова, Нова, Перемоги, Пушкіна, Садова, Ставкова, Травнева, Шкільна